# Слаквин, Владимир Иванович
Владимир Иванович Слаквин (укр. Слаквін Володимир Іванович; 15 апреля 1961 — 20 мая 1980) — советский военный, участник афганской войны. Посмертно награждён орденом Красной звезды.

## Биография
Владимир Слаквин родился 15 апреля 1961 года в городе Харьков. Его родителями были рабочие Иван Пантелеевич и Вера Андреевна Слаквины. Также, у Владимира была сестра — Ольга. По национальности русский.
Учился в харьковской средней школе № 42, восьмой класс которой закончил в 1977 году. Позже работал токарем на заводе Электротяжмаш. 2 июля 1979 был призван в ряды Советской армии. Медицинская комиссия признала его годным к строевой службе, хотя Слаквин имел дестрокардию. Его сердце находилось справа. Первые полгода находился в учебной воинской части. Участвовал в специальной командировке на полигон, где отлично выполнял приказы командира. Отличился во время тактических учений, за что был награждён краткосрочным отпуском.
В декабре того же года прибыл в Афганистан. Служил стрелком-гранатомётчиком в 3-м мотострелковом батальоне 181-го мотострелкового полка 108-й мотострелковой дивизии. Его военная часть базировалась в Кабуле, вблизи артиллерийского училища, где был размещен палаточный городок. Принимал участие в боевых рейдах, во время одного из них отпраздновал свой последний день рождения. 15 мая отправился в очередной боевой рейд. 20 мая, во время спуска в долину, вблизи кишлака Газиабад в провинции Кунар, его отряд был обстрелян повстанцами. Командир отряда — капитан Глинских Геннадий Степанович, приказал прорываться в горы, оставив прикрывать отход небольшой группой солдат, среди которых был и Владимир Слаквин. Он прикрывал отход товарищей, пока в его грудь не попала пуля, прямо в сердце. Это произошло около шестнадцати часов. Отряду удалось отойти в горы, однако во время боя погиб командир и солдаты остались без командующего. Они держали оборону, пока ночью к ним не пришла помощь. Раненых и умерших доставили в Кабул, а уцелевшие солдаты продолжили рейд с новым командиром.
Сначала труп Владимира Слаквина был ошибочно идентифицирован полковым писарем, как тело другого солдата — Сергея Супруна. Они были достаточно похожи по внешности, что даже ротный их путал. Отличали их по шраму на щеке у Владимира. Родственники Супруна не заметили подмену, так как в цинковом гробу Владимир лежал на боку и шрама не было видно через небольшое окошко. 27 мая 1980 года Владимир Слаквин был похоронен в селе Дмитровка Новоайдарского района Луганской области. Через два дня в деревню приехал Сергей Супрун в сопровождении офицера, чтобы исправить ошибку. 30 мая гроб со Слаквиным откопали и отправили в Харьков. На следующий день Владимир Слаквин был похоронен на третьем городском кладбище.

## Личность
Так характеризовал Владимира Слаквина его однополчанин Евгений Куликов:

… на Вовку всегда можно было положиться. С автоматом или гранатами, а свою задачу выполнял чётко. Был настоящий друг в полном смысле этого слова.
Оригинальный текст (укр.)…на Вовку завжди можна було покластися. З автоматом чи гранатами, а своє завдання виконував чітко. Був справжній друг у повному розумінні цього слова.

## Награды

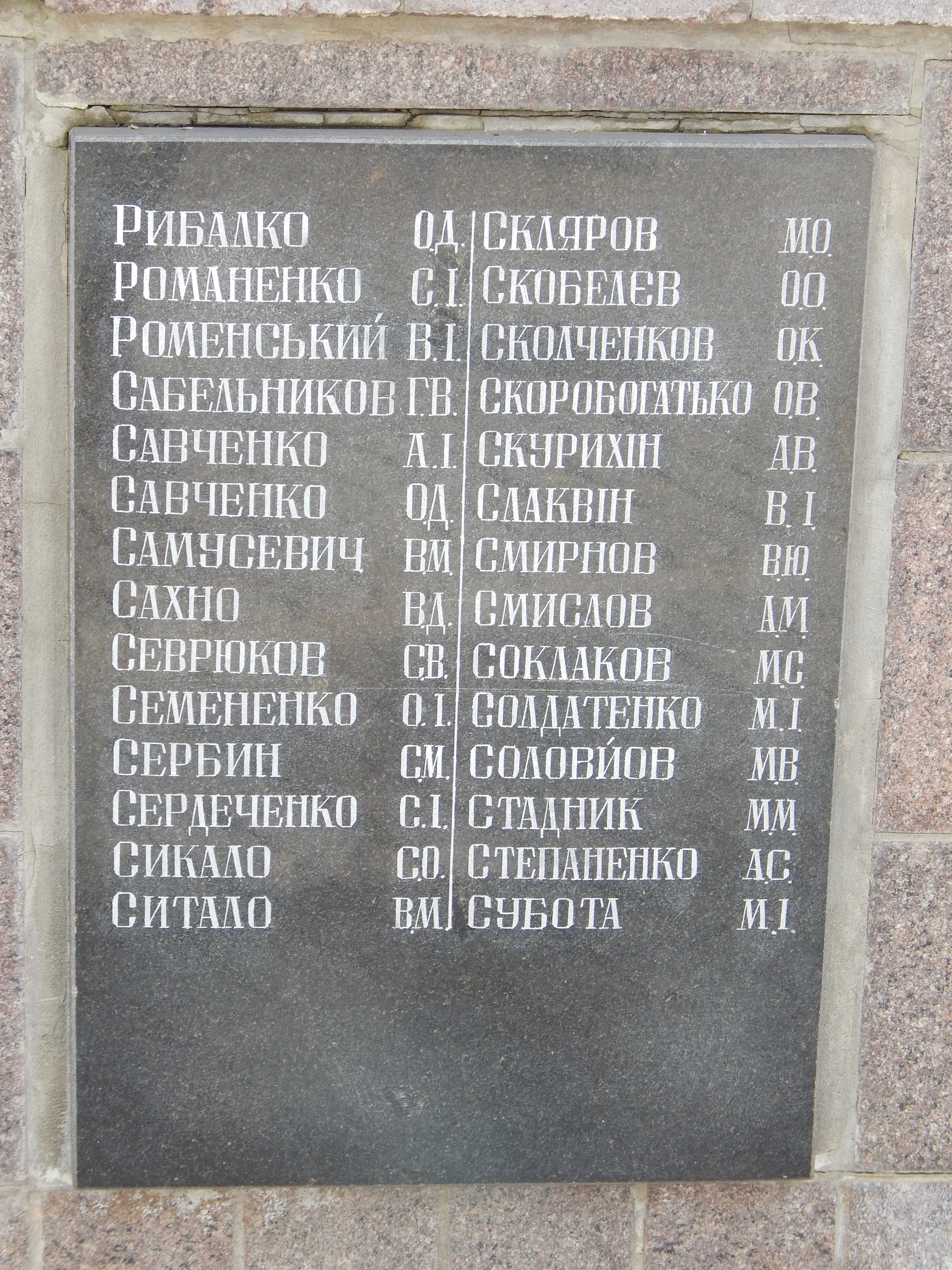
Плита с фамилией Слаквина на мемориале в Харькове

- Медаль «Воину-интернационалисту от благодарного афганского народа»[1]
- Орден Красной Звезды (1 ноября 1989)[3]

## Память
- В феврале 1989 года была установлена мемориальная доска внутри средней школы № 42[1].
- Ещё одна мемориальная доска была установлена на фасаде школы № 42[9].
- Его имя высечено на одной из плит Мемориального комплекса памяти воинов Украины, павших в Афганистане в Киеве[10].
- Его имя высечено на одной из плит Мемориала памяти воинов-интернационалистов в Харькове[11].